# Liste der Monuments historiques in Saint-Jean-lès-Longuyon
Die Liste der Monuments historiques in Saint-Jean-lès-Longuyon führt die Monuments historiques in der französischen Gemeinde Saint-Jean-lès-Longuyon auf.

## Liste der Objekte
| Bezeichnung                       | Beschreibung                                                                       | Standort                                                            | Kennzeichnung | Schutzstatus | Datum | Bild |
| --------------------------------- | ---------------------------------------------------------------------------------- | ------------------------------------------------------------------- | ------------- | ------------ | ----- | ---- |
| Skulptur eines heiligen Bischofs  | Eichenholz, 18. Jahrhundert                                                        | Ham-les-Saint-Jean, in der Kirche St-Martin (Lage)                  | PM54001871    | Inscrit      | 1991  |      |
| Johannes-der-Täufer-Altar         | Altartisch, Retabel und Tabernakel; Stein, farbig gefasst, 17. und 18. Jahrhundert | Saint-Jean-lès-Longuyon, in der Kirche Nativité-de-la-Vierge (Lage) | PM54001236    | Classé       | 2000  |      |
| Skulptur Notre-Dame de Luxembourg | Rüster und Buchenholz, farbig gefasst und vergoldet, Ende des 17. Jahrhunderts     | Saint-Jean-lès-Longuyon, in der Kirche Nativité-de-la-Vierge (Lage) | PM54001864    | Inscrit      | 1994  |      |
| Skulptur Heiliger Martin          | Eichenholz, farbig gefasst, 18. Jahrhundert                                        | Saint-Jean-lès-Longuyon, in der Kirche Nativité-de-la-Vierge (Lage) | PM54001866    | Inscrit      | 1991  |      |
| Kasel und Stola                   | Satin, Silberfaden, zweite Hälfte des 19. Jahrhunderts                             | Saint-Jean-lès-Longuyon, in der Kirche Nativité-de-la-Vierge (Lage) | PM54001867    | Inscrit      | 1991  |      |
| Skulptur Heiliger Eligius         | Eichenholz, farbig gefasst und vergoldet, 18. Jahrhundert                          | Ham-les-Saint-Jean, in der Kirche St-Martin (Lage)                  | PM54001870    | Inscrit      | 1991  |      |
| Gemälde Heilige Familie           | Ölfarbe auf Leinwand, 17. Jahrhundert                                              | Ham-les-Saint-Jean, in der Kirche St-Martin (Lage)                  | PM54001872    | Inscrit      | 1991  |      |
| Nischenretabel                    | Stein, Anfang des 16. Jahrhunderts; als Türsturz zweitgenutzt                      | Ham-les-Saint-Jean, in der Kirche St-Martin (Lage)                  | PM54000815    | Classé       | 1955  |      |
| Zwei Leuchter                     | Messing, versilbert und vergoldet, 18. Jahrhundert                                 | Saint-Jean-lès-Longuyon, in der Kirche Nativité-de-la-Vierge (Lage) | PM54001865    | Inscrit      | 1985  |      |
| Kanzel                            | Eichenholz, bemalt, 18. und 19. Jahrhundert                                        | Ham-les-Saint-Jean, in der Kirche St-Martin (Lage)                  | PM54001868    | Inscrit      | 1991  |      |
| Skulptur Madonna mit Kind         | Kalkstein, 14. Jahrhundert                                                         | Ham-les-Saint-Jean, in der Kirche St-Martin (Lage)                  | PM54001869    | Inscrit      | 1991  |      |